# Lorryia exiguelitteratus
Lorryia exiguelitteratus är en spindeldjursart som först beskrevs av Momen och Lundqvist 1995.  Lorryia exiguelitteratus ingår i släktet Lorryia, och familjen Tydeidae. Arten är reproducerande i Sverige.